# Розсошанська сільська рада
Розсо́шанська сільська́ ра́да — адміністративно-територіальна одиниця та орган місцевого самоврядування у Хмельницькому районі Хмельницької області. Адміністративний центр — село Розсоша.

## Загальні відомості
- Територія ради: 50,21 км²
- Населення ради: 2037 осіб (станом на 2001 рік)
- Територією ради протікає річка Вовк

## Населені пункти
Сільській раді підпорядковані населені пункти:
- с. Розсоша
- с. Вищі Вовківці
- с. Нижчі Вовківці

## Склад ради
Рада складається з 16 депутатів та голови.
- Голова ради: Дячок Василь Володимирович
- Секретар ради: Вільчинська Олена Володимирівна

### Керівний склад попередніх скликань
| Прізвище, ім'я, по батькові | Основні відомості                                                 | Дата обрання | Дата звільнення |
| --------------------------- | ----------------------------------------------------------------- | ------------ | --------------- |
| Квасницька Лідія Василівна  | Сільський голова, 1946 року народження, позапартійна              | 26.03.2006   | 31.10.2010      |
| Дячок Василь Володимирович  | Сільський голова, 1970 року народження, освіта вища, безпартійний | 31.10.2010   |                 |

Примітка: таблиця складена за даними сайту Верховної Ради України

### Депутати
За результатами місцевих виборів 2010 року депутатами ради стали:

#### За суб'єктами висування
| Суб'єкт висування                                   | Кількість обраних депутатів | %    |
| --------------------------------------------------- | --------------------------- | ---- |
| Самовисування                                       | 14                          | 87,5 |
| Народна партія                                      | 1                           | 6,3  |
| Політична партія Всеукраїнське об'єднання «Свобода» | 1                           | 6,3  |

#### За округами
| № округу                                            | Прізвище, ім'я, по батькові     | Дата визнання обраним | Освіта  | Партійна приналежність | Відомості про обраного депутата                         |
| --------------------------------------------------- | ------------------------------- | --------------------- | ------- | ---------------------- | ------------------------------------------------------- |
| Народна Партія                                      |                                 |                       |         |                        |                                                         |
| 10                                                  | Свідер Микола Олександрович     | 02.11.2010            | вища    | позапартійний          | ТОВ Хмельницьк-млин, начальник виробництва № 1          |
| Політична партія Всеукраїнське об'єднання «Свобода» |                                 |                       |         |                        |                                                         |
| 11                                                  | Фодчук Михайло Іванович         | 02.11.2010            | вища    | позапартійний          | Корчунецька школа-інтернат, вчитель                     |
| Самовисування                                       |                                 |                       |         |                        |                                                         |
| 1                                                   | Бретоусова Раїса Геннадіївна    | 02.11.2010            | вища    | позапартійна           | ДНЗ «Яблунька» с. Розсоша, завідувачка дитячого садка   |
| 2                                                   | Мазур Ірина Станіславівна       | 02.11.2010            | вища    | позапартійна           | Розсошанська загальноосвітня школа І-III ст., вчитель   |
| 3                                                   | Заморока Василь Серафімович     | 02.11.2010            | вища    | позапартійний          | Проскурів Урожай, інженер                               |
| 4                                                   | Слімак Ніна Василівна           | 02.11.2010            | вища    | позапартійна           | Розсошанська сільська рада, спеціаліст                  |
| 5                                                   | Вільчинська Олена Володимирівна | 02.11.2010            | вища    | позапартійна           | Розсошанська сільська рада, секретар                    |
| 6                                                   | Шинкарук Микола Васильович      | 02.11.2010            | вища    | позапартійний          | тимчасово не працює                                     |
| 7                                                   | Заморока Наталія Григорівна     | 02.11.2010            | вища    | позапартійна           | Амбулаторія сімейного лікаря с. Розсоша, завгосп        |
| 8                                                   | Писаренко Надія Василівна       | 02.11.2010            | середня | позапартійна           | Хмельницька міська дитяча лікарня, дезінфектор          |
| 9                                                   | Липушанська Інна Володимирівна  | 02.11.2010            | вища    | позапартійна           | Амбулаторія сімейного лікаря с. Розсоша, акушерка       |
| 12                                                  | Ващук Микола Васильович         | 02.11.2010            | середня | позапартійний          | ТОВ Нові аграрні технології, водій                      |
| 13                                                  | Бідов Антон Антонович           | 02.11.2010            | середня | позапартійний          | приватний підприємець                                   |
| 14                                                  | Галко Тетяна Леонідівна         | 02.11.2010            | вища    | позапартійна           | Амбулаторія сімейного лікаря с. Розсоша, сімейний лікар |
| 15                                                  | Чорний Павло Анатолійович       | 02.11.2010            | середня | позапартійний          | Хмельницьк-млин, тракторист                             |
| 16                                                  | Смоляк Лариса Михайлівна        | 02.11.2010            | вища    | позапартійна           | ТОВ Хмельницьк-млин, касир                              |